# Miel
Miel ist eine Ortschaft der Gemeinde Swisttal im nordrhein-westfälischen Rhein-Sieg-Kreis und liegt in der Voreifel. Bis 1969 war Miel eine eigenständige Gemeinde.

## Geschichte
Etwa einen Kilometer nordöstlich der Ortslage von Miel lag seit der Römerzeit eine Siedlung mit Übergang über die Swist mit dem Namen Lützermiel. Gebäude dieser Siedlung waren noch bis weit ins 19. Jahrhundert vorhanden. Heute befindet sich dort die Einfahrt zu einer Recycling-Anlage. Erhalten blieben von Lützermiel die Fundamente einer preußischen Brücke im Verlauf der Bezirksstraße Bonn-Schleiden von 1823. Die historische Trasse der Straße einige Meter nördlich der heutigen B 56 lässt sich noch gut erkennen. Der preußische Meilenstein dort ist ein Halbfabrikat, die Jahreszahl hätte später eingemeißelt werden sollen.
Südlich davon, rechts der Swist, wurde der polnische Zwangsarbeiter Anton Wujciakowski trotz seiner Unschuld ohne Gerichtsurteil durch die Gestapo am 9. August 1941 vor den Augen mehrerer hundert Zwangsarbeiter erhängt. Ein Gedenkstein erinnert an den Mord.
Am 1. August 1969 wurde Miel durch das Bonn-Gesetz nach Swisttal eingemeindet.

## Politik
Ortsvorsteher von Miel ist Hans-Arthur Müller, Ratsmitglied für Miel in der Gemeinde Swisttal ist Joachim Güttes (BfS).

## Sehenswürdigkeiten
Die katholische Pfarrkirche St. Georg birgt Reste romanischer Wandmalereien. An die Legende des Schutzpatrons St. Georg erinnert auch das Wappen der ehemaligen Gemeinde: „In grünem Feld ein von einem Schwert in der Brust durchbohrter goldener Drache“.
Das barocke Schloss Miel, von dem kurkölnischen Staatsminister Caspar Anton von Belderbusch aus dem alten Rittersitz zu einem Wasserschloss umgestaltet, wird heute als Domizil eines Golfclubs genutzt.
Das zwischen 1831 und 1834 ehemals als Grundschule errichtete und nachfolgend als Pfarrhaus genutzte Gebäude im Ortskern steht seit dem 31. Mai 1991 unter Denkmalschutz.

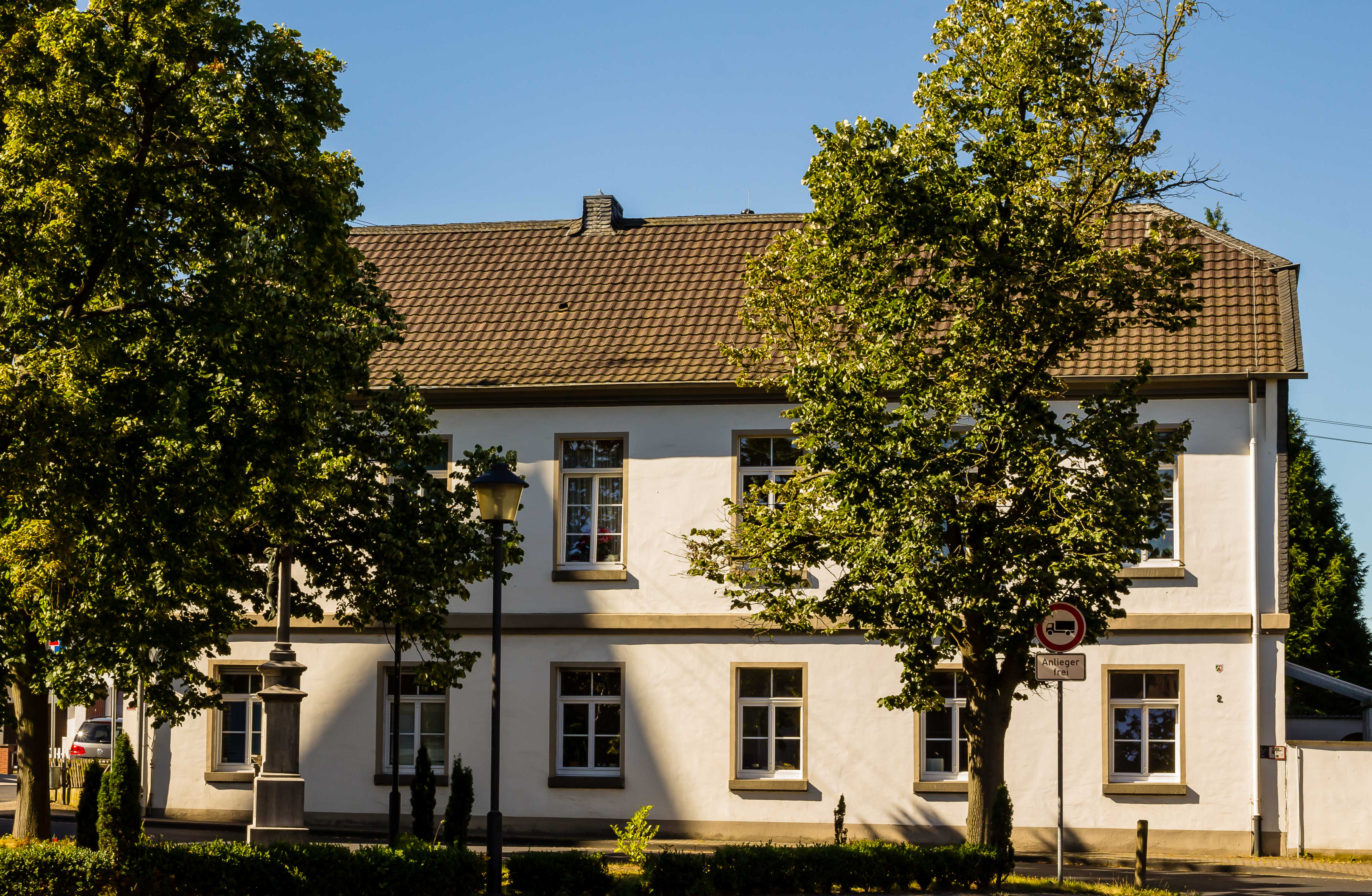
Ehemalige Grundschule
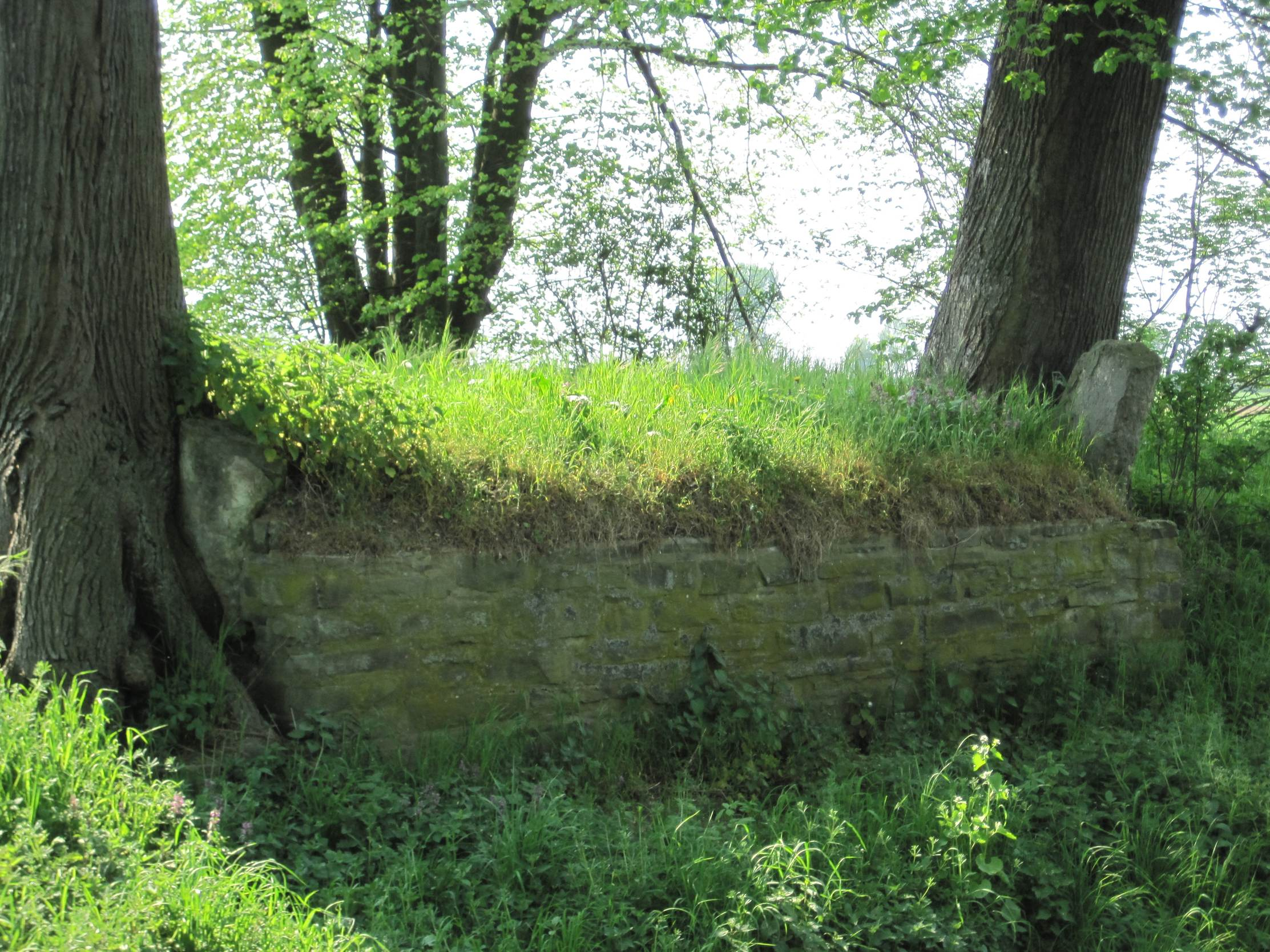
Reste einer preußischen Brücke über die Swist bei Lützermiel
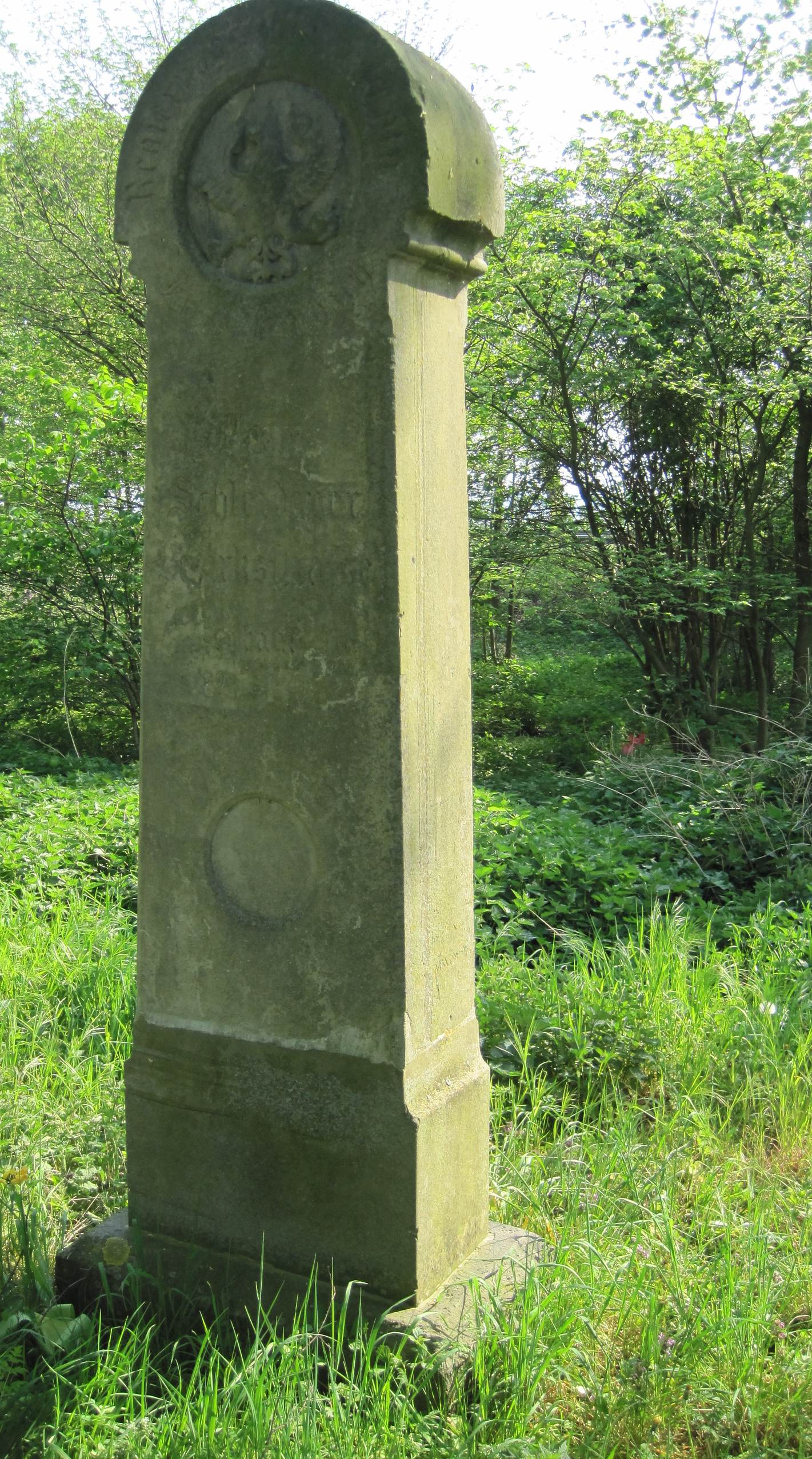
Preußischer Meilenstein am alten Brückenkopf bei Lützermiel
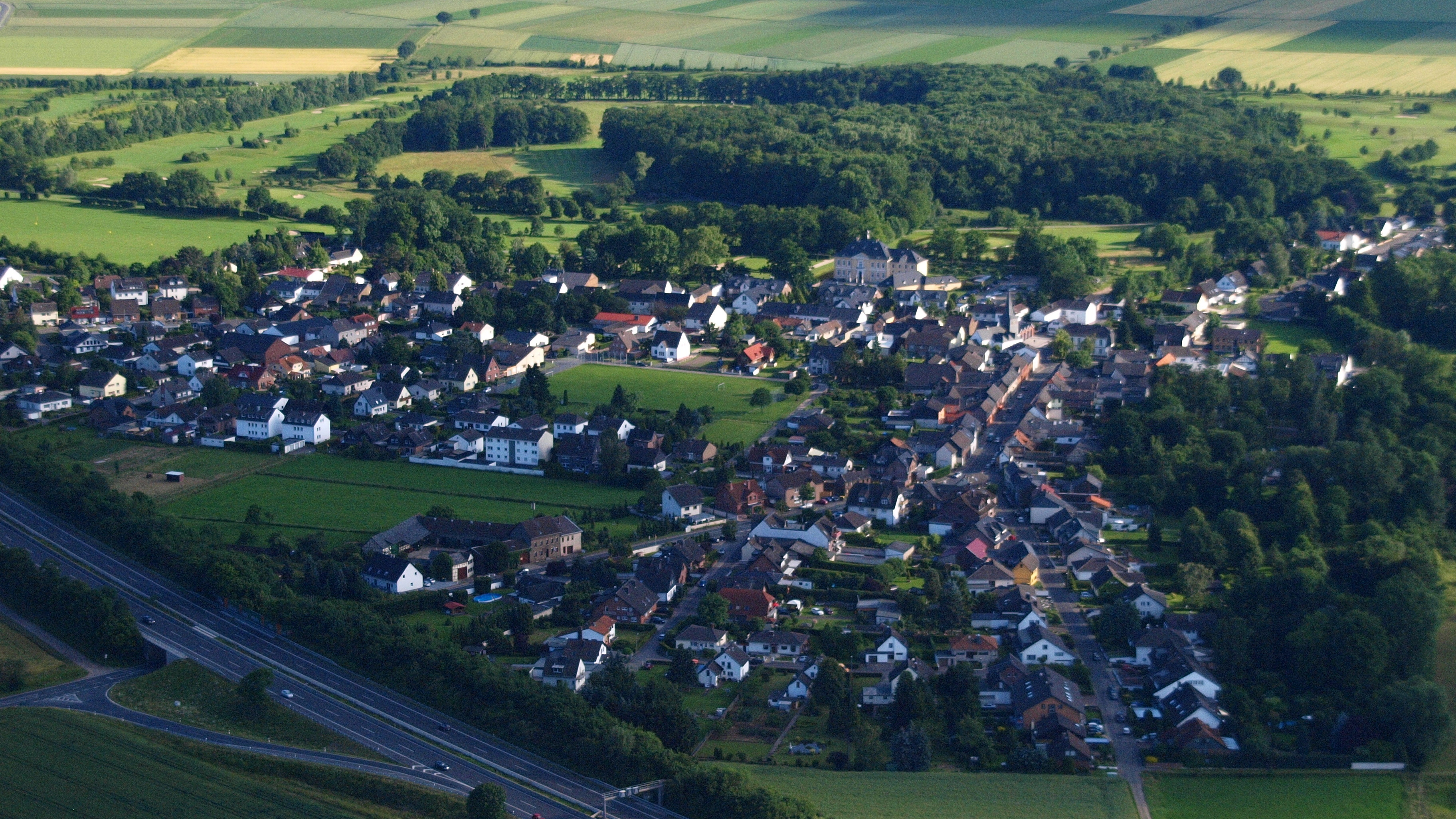
Swisttal - Miel, Luftaufnahme aus nordöstlicher Richtung
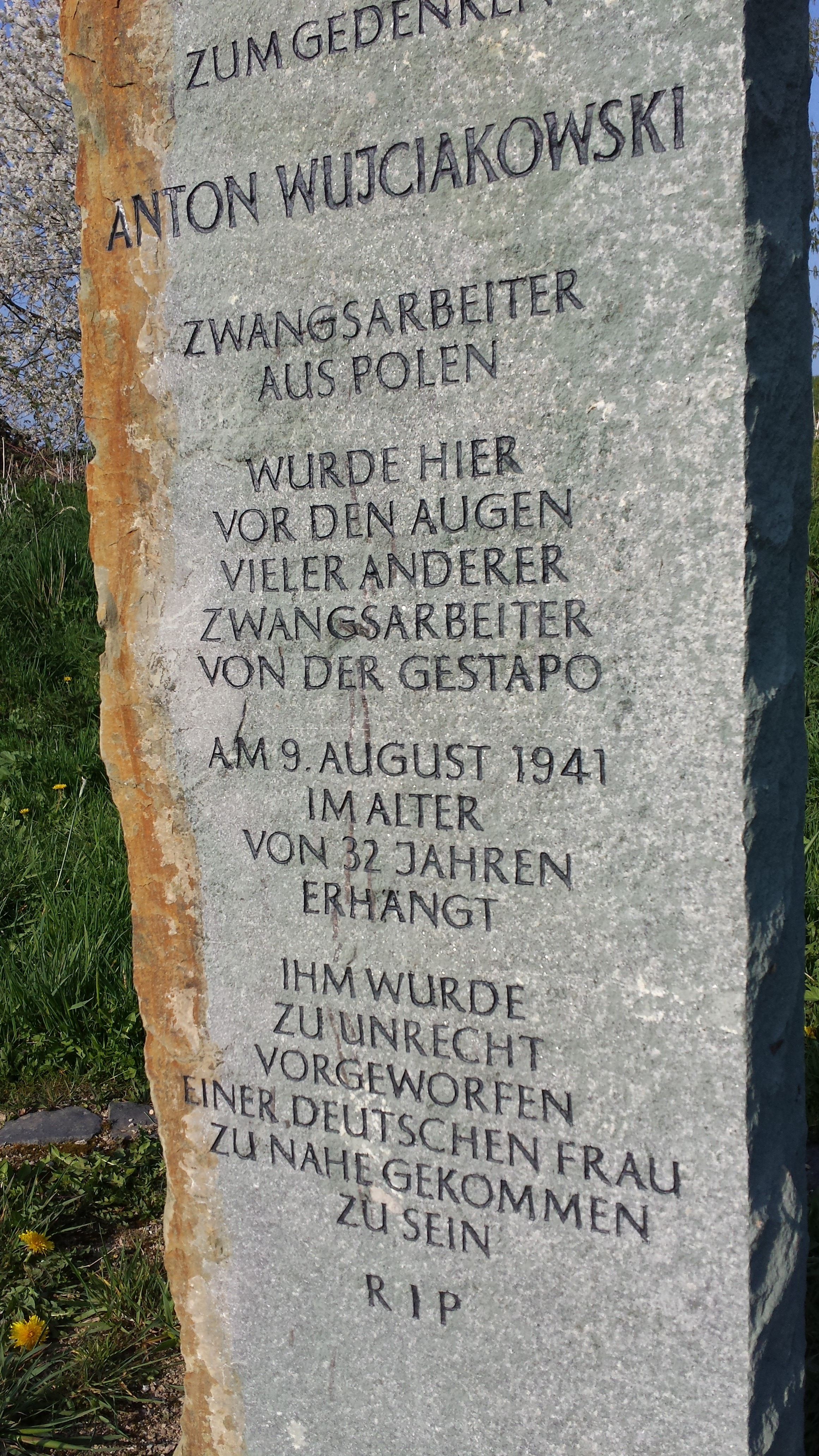
Gedenkstein Anton Wujciakowski

## Verkehr
Es verkehren die VRS-Linien 747 (Rheinbach – Odendorf Kirche) und 817 (Rheinbach – Bonn-Tannenbusch), welche durch die RVK bedient werden.
Die nächstgelegenen Bahnhöfe sind Rheinbach und Swisttal-Odendorf an der Voreifelbahn.